# کریشتف هادک
کریشتف هادک (چکی: Kryštof Hádek؛ زادهٔ ۱۰ مارس ۱۹۸۲) بازیگر اهل جمهوری چک است. وی از سال ۲۰۰۰ میلادی تاکنون مشغول فعالیت بوده است.
او در مدرسه هنری مردمی و سپس در هنرستان موسیقی پراگ تحصیل کرد، اما در سال چهارم به دلیل تعداد زیاد غیبت از هنرستان اخراج شد؛ این غیبت‌ها زمانی آغاز شد که هادک هم‌زمان با تحصیل به‌طور فعال وارد دنیای بازیگری شد. بین سال‌های ۲۰۰۳ تا ۲۰۰۴، او به مدت یک سال و نیم در آکادمی موسیقی و هنرهای نمایشی لندن تحصیل کرد.
نخستین نقش مهم هادک در فیلم «دنیای آبی تیره» به کارگردانی یان اسویراک در سال ۲۰۰۱ بود، جایی که نقش گروهبان کارل وویتیشک را ایفا کرد. او برای ایفای نقش این خلبان جوان، در همان سال برای دریافت جایزه شیر چک (بالاترین جایزه سینمایی در جمهوری چک) در بخش بهترین بازیگر نقش مکمل مرد نامزد شد. وی در جایزهٔ بهترین بازیگر مرد را نیز در جشنواره بین‌المللی فیلم کارلووی واری دربافت کرد.
از فیلم‌ها یا برنامه‌های تلویزیونی که وی در آن نقش داشته است، می‌توان به توفند، اصل لذت، زیر پوست و سبزه‌مار و کبرا اشاره کرد.